# 比利時的加布里埃爾王子
加布里埃尔·博杜安·查尔斯·馬里（Gabriel Baudouin Charles Marie；2003年8月20日—）是比利時國王菲利普同瑪蒂爾德王后所生的長子，也是比利時王位第二順位繼承人。

## 註解與參考資料